# Virusul gripei A subtip H10N3
Virusul gripei A subtip H10N3 este un subtip al virusului Influenza A care cauzează gripă. Este prezent mai ales în speciile aviare sălbatice. Primul caz uman a fost raportat în 2021.

## Animale sălbatice
Doar aproximativ 160 de cazuri de virus au fost raportate în cei 40 de ani înainte de 2018, mai ales la diferite păsări acvatice sau sălbatice. Studiile existente arată că virusurile gripale H10 sunt prezente într-o distribuție largă a speciilor aviare domestice și sălbatice, precum și la mamifere, prezentând potențial de adaptare. H10N3 a fost izolat într-o distribuție geografică largă, inclusiv la specii precum păsările domestice (găini), rațe, alte păsări de apă și păsări terestre. La animale, virusurile afișează o patologie complexă, cu mutații și rearanjamente complicate, care contribuie la modelele de patobiologie la găini, rațe și șoareci, ceea ce indică o posibilă amenințare pentru oameni.

## La om
Primul caz uman a fost raportat în Zhenjiang, în provincia estică Jiangsu din China, la un pacient internat la spital cu simptome în aprilie 2021 și cu diagnostic de H10N3 confirmat în mai 2021. Potrivit Comisiei Naționale de Sănătate din China, transmiterea umană a H10N3 nu a fost raportată în altă parte în China. Nu există indicii că virusul este ușor transmisibil în rândul oamenilor, deși alte tipuri de gripă H10 de origine aviară au reușit să infecteze ființele umane, inclusiv în Australia și China, subliniind un potențial pericol pentru sănătatea publică.